# Linnaemya takanoi
Linnaemya takanoi är en tvåvingeart som beskrevs av Louis-Paul Mesnil 1957. Linnaemya takanoi ingår i släktet Linnaemya och familjen parasitflugor. Inga underarter finns listade i Catalogue of Life.